# Rhamphomyia herschelli
Rhamphomyia herschelli är en tvåvingeart som beskrevs av Malloch 1919. Rhamphomyia herschelli ingår i släktet Rhamphomyia och familjen dansflugor. Inga underarter finns listade i Catalogue of Life.